# Међуопштинска лига "Југ"
Међуопштинска лига југ, међуопштинске лиге су шести ниво лигашких фудбалских такмичења у Србији. Међуопштинска лига југ броји 16 клубова.
Територијално покрива Деспотовац, Параћин и Ћуприја.
Виши степен такмичења је поморавско окружна лига, a нижи општинска лига.